# Chris Eubank
Chris Eubank (* 8. August 1966 in London, Vereinigtes Königreich als Christopher Livingstone Eubanks) ist ein ehemaliger britischer Profiboxer und ehemaliger Weltmeister.

## Profikarriere
Der unorthodox mit eigenwilligen Heumachern boxende Konterboxer Eubank gab 1985 sein Profidebüt im Mittelgewicht. Er besiegte durchschnittliche Aufbaugegner, bis er am 18. November 1990 gegen Nigel Benn, einen seiner beiden nationalen Erzrivalen, den WBO-Titel durch technischen KO in der neunten Runde erringen konnte. Gegen den schlagkräftigen Benn bewies er gute Nehmerfähigkeiten und großen Kampfgeist. Er verteidigte im Juni 1991 in einem weiteren sehr hart geführten Kampf den Titel nach Punkten gegen seinen Landsmann Michael Watson. Es war sein letzter Kampf in der Klasse, er legte den Titel nieder und wechselte in das Supermittelgewicht.
Dort durfte er am 21. September 1991 um den vakanten WBO-Titel dieser Gewichtsklasse boxen. Sein Gegner war erneut Watson. In Rückstand liegend schaffte er in der letzten Runde noch den KO-Erfolg. Watson wurde dabei so stark verletzt, dass er danach ins Koma fiel und auch heute noch gesundheitlich beeinträchtigt ist. Eubank nahmen diese Ereignisse so mit, dass auch er nach diesem Kampf nicht mehr der Alte war und kaum noch KO-Siege feierte.
Dennoch gelang ihm in der Folge eine Serie von vierzehn erfolgreichen Titelverteidigungen. Unter anderem konnte er Tony Thornton, Lindell Holmes im Februar 1993 in London im WBO-Supermittelgewichtskampf durch einstimmigen 12-Runden-Punktsieg, und Henry Wharton nach Punkten besiegen, auch dem ungeschlagenen Graciano Rocchigiani fügte er die erste Niederlage zu, ein Vereinigungskampf mit dem mittlerweile zum WBC-Titelträger aufgestiegenen Nigel Benn im Oktober 1993 endete unentschieden.
Er verlor den Gürtel am 18. März 1995 durch eine Punktniederlage gegen den Iren Steve Collins, seine erste Niederlage nach fast zehn Jahren als Profiboxer. Collins hatte ihm mit Psychotricks weisgemacht, dass er sich in Hypnose versetzen lasse, was Eubank wegen der Watson-Tragödie verunsicherte. Auch im Rückkampf ein halbes Jahr später unterlag er.
Als Collins 1997 zurücktrat und der Titel wieder frei wurde, durfte Eubank noch einmal um diesen Titel boxen. Sein Gegner war am 11. Oktober des Jahres der junge, aufstrebende Joe Calzaghe, gegen den er allerdings klar nach Punkten verlor.
1998 versuchte er sich in zwei Kämpfen gegen den WBO-Titelträger im Cruisergewicht, Carl Thompson. Er verlor jedoch wiederum beide Duelle, das letzte sogar erstmals in seiner Karriere vorzeitig. Nach zuletzt drei Niederlagen in Folge beendete er dann seine Karriere.
Eubank ist geschieden, er hat vier Kinder. Sein ältester Sohn, Chris Eubank Jr. (* 1989) ist ebenfalls Profiboxer.